# Nakia
Nakia  è una serie televisiva statunitense in 13 episodi (più un pilot)  trasmessi per la prima volta nel corso di una sola stagione nel 1974.
I tredici episodi della serie regolare erano stati preceduti da un pilot della durata di 73 minuti trasmesso il 17 aprile 1974 sulla ABC. Il primo episodio regolare fu trasmesso cinque mesi dopo, il 21 settembre 1974. È una serie del genere poliziesco incentrata sulle vicende del vicesceriffo di origini navajo Nakia Parker.

## Personaggi e interpreti
- Sceriffo Nakia Parker (14 episodi, 1974), interpretato da	Robert Forster.
- Sceriffo Sam Jericho (14 episodi, 1974), interpretato da	Arthur Kennedy.
- Sceriffo Hubbel Martin (14 episodi, 1974), interpretato da	Taylor Lacher.
- Irene James (13 episodi, 1974), interpretata da	Gloria DeHaven.
- Half Cub (13 episodi, 1974), interpretato da	John Tenorio Jr..
- Seamstress (2 episodi, 1974), interpretata da	Donna Connell.
- Ben Redearth (2 episodi, 1974), interpretato da	Victor Jory.

## Produzione
La serie fu prodotta da David Gerber Productions e Columbia Pictures Television e girata ad Albuquerque nel Nuovo Messico.

### Registi
Tra i registi della serie sono accreditati:
- Alvin Ganzer
- Leonard Horn

## Distribuzione
La serie fu trasmessa negli Stati Uniti dal 17 aprile 1974 (pilot) e dal 21 settembre 1974 (1º episodio) al 28 dicembre 1974 sulla rete televisiva ABC. In Italia è stata trasmessa negli anni 1980 su reti locali con il titolo Nakia.
Alcune delle uscite internazionali sono state:
- negli Stati Uniti il 17 aprile 1974 (pilot)
21 settembre 1974 (1º episodio) (Nakia)
- in Germania Ovest (Nakia, der Indianersheriff)
- in Italia (Nakia)

## Episodi
| Stagione       | Episodi           | Prima TV USA |
| -------------- | ----------------- | ------------ |
| Prima stagione | 13 (più un pilot) | 1974         |